# 11499 Duras
11499 Duras este un asteroid din centura principală, descoperit pe 2 septembrie 1989, de Eric Elst.